# Rivière Nottaway
Der Rivière Nottaway (englisch Nottaway River) ist ein Fluss in der kanadischen Provinz Québec.

## Flusslauf
Der Fluss entwässert den See Lac Matagami und legt 225 km in nordwestlicher Richtung zurück, bevor er sich in die Rupert Bay am Südende der James Bay ergießt. Sein Einzugsgebiet umfasst 65.800 km², sein mittlerer Abfluss beträgt 1190 m³/s. Gemessen von der Quelle des Zuflusses Rivière Mégiscane beträgt die Gesamtlänge 776 km.
Bedeutende Seen entlang des Flusslaufs sind Lac Soscumica (⊙) und Lac Dusaux (⊙).
Rivière Nottaway, Rivière Broadback und Rivière Rupert waren ursprünglich für die Stromgewinnung vorgesehen – als Teil des Baie-James-Wasserkraftprojekts. Aber im Jahre 1972 begann der Ausbau der Wasserkraftnutzung weiter im Norden an La Grande Rivière und Rivière Eastmain, so dass das NBR-Projekt erst mal zurückgestellt wurde. Mit der Entscheidung, Wasser vom Rivière Rupert zum La Grande Rivière umzuleiten, bleibt eine wasserbauliche Entwicklung des Nottaway auf absehbare Zeit unwahrscheinlich.

## Toponym
Im siebzehnten Jahrhundert drangen die Irokesen entlang dieses Flusses in das Territorium der Algonkin an der James Bay ein. Als dann die europäischen Kartographen mit der Darstellung des Flusses begannen, nannten sie ihn Rivière des Iroquois, etwa auf den Karten von Jean-Baptiste-Louis Franquelin 1699, Guillaume Delisle 1703 und Jacques-Nicolas Bellin im Jahr 1744.
Auch andere Namensvarianten begannen sich zu Beginn des 18. Jahrhunderts zu verbreiten, Noddaways von 1715 an, Nodaway um wurde 1743, Nodaoay und Nodway" 1744 verwendet. Die Geologen James Richardson und Albert Peter Low verwendeten in ihren Berichten von 1880 bzw. 1885 die Bezeichnung Notaway River. Die heutige Schreibung Nottaway wurde zu Beginn des 20. Jahrhunderts festgelegt. Man geht davon aus, dass das Wort sich aus dem Algonkin-Ausdruck nadowe entwickelt, dem Wort für „Schlange“, das die Algonkinstämme auch dazu benutzten, um ihre Feinde zu bezeichnen. Die Cree nannten diesen Fluss Natuweu Nipi und bei den Irokesen hieß der Fluss Nottaweou.

## Zuflüsse
Hauptzuflüsse des Nottaway sind:
- Rivière Kitchigama
- Lac Matagami
  - Rivière Allard
  - Rivière Bell
    - Rivière Laflamme
    - Rivière Mégiscane

  - Rivière Gouault
  - Rivière Waswanipi
    - Rivière Chibougamau
    - Rivière Opawica